# Sciomesa cyclophora
Sciomesa cyclophora là một loài bướm đêm trong họ Noctuidae.